# ペルヴショヴィサウルス

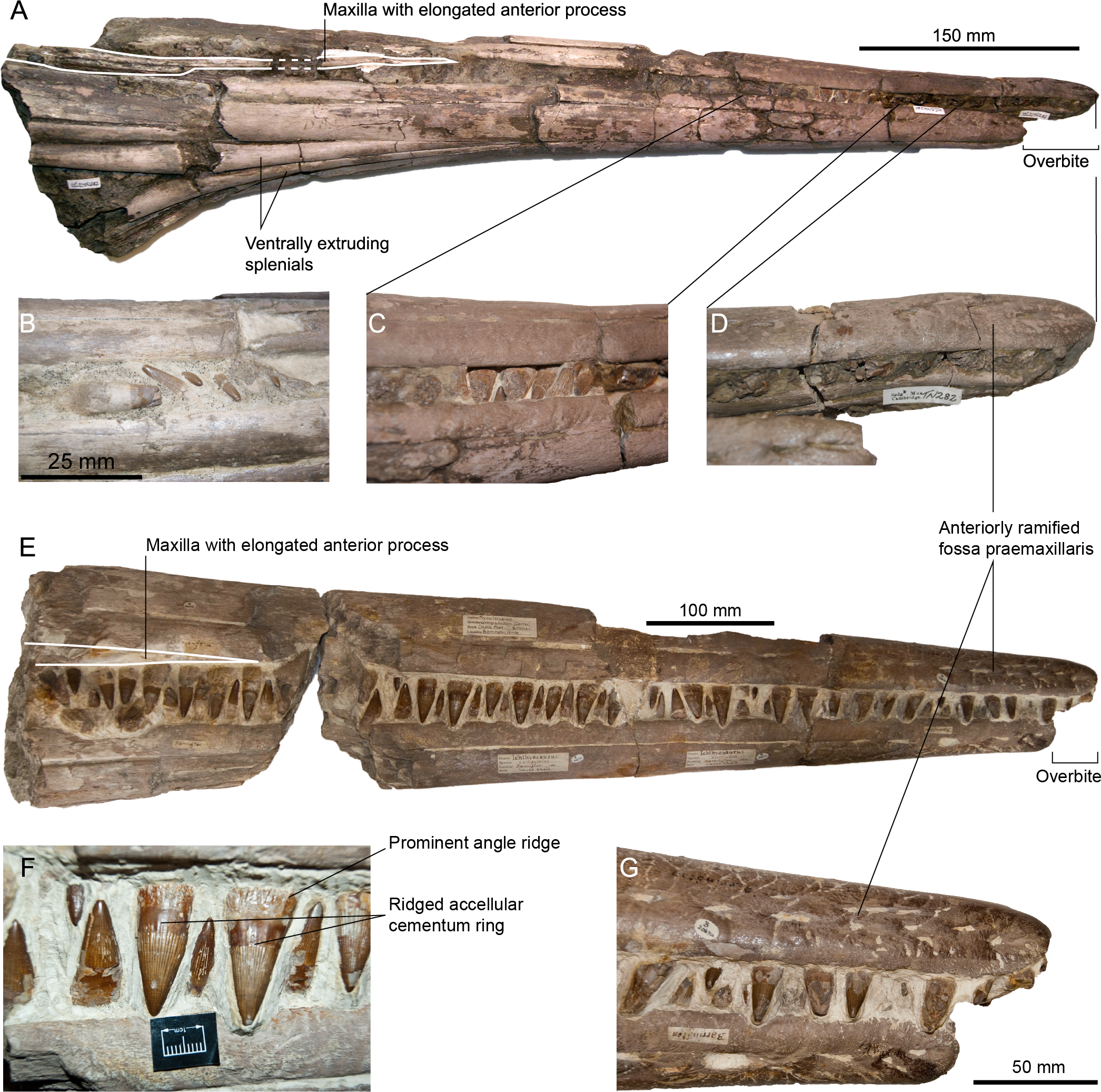
頭骨

ペルヴショヴィサウルス（学名:Pervushovisaurus）は、上部白亜系セノマニアン階のロシア西部サラトフやイギリスのケンブリッジに生息していたプラティプテリギウス亜科の魚竜の属。かつてはプラティプテリギウスの亜属とされていたが、後の研究でプラティプテリギウスの模式種 Platypterygius platydactylus との相違点が示され、独立した属に昇格した。ペルヴショヴィサウルスの模式種 Pervushovisaurus bannovkensis は部分的な頭骨である模式標本 SSU 104a/24 のみが発見されている。2016年にはプラティプテリギウスのもう1つの種である Platypterygius campylodon がペルヴショヴィサウルスに再分類された。

## 解剖学的特徴
Fishcer は2014年に自身のチームが執筆した論文に基づき、2016年にペルヴショヴィサウルスについて以下の趣旨をコメントした。
プラティプテリギウス亜科に属するオフタルモサウルス科の特徴は以下の通りである。
- 前上顎骨と上顎骨の腹側の縫合線に沿った孔が存在
- 外鼻孔の前方腹側にある上顎骨の側面にやや楕円形の孔が存在
- 上顎骨の側面に隆起が存在
- 吻部の扁平構造の存在。遥かに小さいものの、アカンプトネクテスやロンギロストリア属とされることが多い Platypterygius australis にも同様の構造が確認されている(Paramo, 1997; Kear, 2005)。
- 下顎骨の表面から大きく突出した、頑丈な板状骨。根元の断面は四角形であり、セメント質により直角が形成されている。

ペルヴショヴィサウルスはまた、以下の特異的な特徴の結び付きによって特徴づけられる。
- 孔に囲まれた二次的に閉じた鼻孔。Platypterygius sachicarum や Platypterygius australisも同様であり(Paramo, 1997; Kear, 2005)、前鼻孔は存在するもののシンビリスキャサウルスも共通(Maisch & Matzke, 2000; Fischer et al., 2014)。
- 上顎骨が前方に伸び、鼻骨に達する。アエギロサウルスやスヴェルトネクテス、ムイスカサウルスとは異なる(Bardet & Fernández, 2000; Fischer et al., 2011a; Maxwell et al., 2015)。
- 吻部が真っ直ぐである。Platypterygius americanus, Platypterygius sachicarum, Platypterygius australis, およびムイスカサウルスでは吻部がわずかに腹側へ湾曲している(Romer, 1968; Paramo, 1997; Kear, 2005; Maxwell et al., 2015)。
- 歯が真っ直ぐで、歯冠が覆われていない。スヴェルトネクテスやムイスカサウルスとは異なる(Fischer et al., 2011a; Maxwell et al., 2015)。